# 2013年岐阜県知事選挙
2013年岐阜県知事選挙（2013ねんぎふけんちじせんきょ）は、2013年（平成25年）1月27日に投開票が行われた岐阜県知事を選出するための選挙。

## 概要
現職の古田肇の任期満了に伴う知事選挙。3期目を目指す現職で無所属の古田と新人で共産党公認で同党県常任委員の鈴木による一騎討ちとなった。05年、09年に続いて主要政党が古田に相乗りする形となり、日本維新の会県本部の推薦も得た。主な争点は、2期8年の古田県政の実績への評価など。

## 選挙データ

### 告示日
- 2013年（平成25年）1月10日[2]

### 執行日
- 2013年（平成25年）1月27日[2]
  - 当日の投票時間帯：7:00 - 20:00
  - 期日前投票：1月11日 - 1月26日

### キャッチコピー
一票で　愛する岐阜県　変わるはず

## 立候補者
2名、届け出順。
| 立候補者名                   | 年齢 | 新旧 | 党派                                   | 肩書き                     |
| ---------------------------- | ---- | ---- | -------------------------------------- | -------------------------- |
| 鈴木正典 （すずき まさのり） | 49   | 新   | 共産党                                 | 党県常任委員               |
| 古田肇 （ふるた はじめ）     | 65   | 現   | 無所属 （自民党、民主党、公明党 推薦） | 岐阜県知事、全国知事会監事 |

### 選挙のタイムライン
- 2012年11月7日 - 古田が県庁での記者会見にて出馬表明[3]。
- 2012年12月28日 - 鈴木が出馬を表明[4]。

### 立候補者の訴え
- 鈴木...消費増税や原発再稼働への反対を国に意見する「もの言う県政」を掲げ、福祉や地域医療政策の充実させる[1]。
- 古田...地元の魅力発信や、原発事故に備えた危機管理体制の強化させる[1]。

## 投票結果

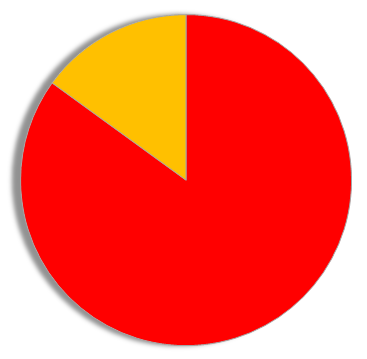
各候補の得票率（得票数の多かった順）

投票率は33.92%で、過去最低だった2009年の38.44%を更に下回る投票率であった。（前回比 -4.52%）。当日の有権者数は167万1179人で投票総数は56万6813票であった。
候補者別の得票数の順位、得票数、得票率、惜敗率、供託金没収概況は以下のようになった。供託金欄のうち「没収」とある候補者は、有効投票総数の10%を下回ったため全額没収された。得票率と惜敗率は未発表のため暫定計算とした（小数3位以下四捨五入）。
|      | 順位 | 候補者名  | 党派   | 新旧 | 得票数  | 得票率 | 惜敗率 | 供託金 |
| ---- | ---- | --------- | ------ | ---- | ------- | ------ | ------ | ------ |
| 当選 | 1    | ■古田肇   | 無所属 | 現   | 474,731 | 84.99% | ----   |        |
|      | 2    | ■鈴木正典 | 共産党 | 新   | 83,859  | 15.01% | 17.66% |        |

現職の古田は、職員の給与カットなどの行政財改革や前年秋のぎふ清流国体を開催したことなどを2期8年の実績として挙げながら、「みんなが主役の『清流の国ぎふ』」づくりを掲げ、地域の絆づくりやまちづくりに力を入れると訴えた。その結果、県政与党の各党や連合岐阜、JA関連といったおよそ300もの各種団体の支持を得て、盤石の態勢で選挙戦を展開した現職の古田が圧勝した。
共産党公認の鈴木は、福祉の拡充や地域経済の振興、消費増税反対などを訴え選挙戦を展開し、古田県政への批判票の取り込みも狙ったが、出馬表明の出遅れなどもあり県民に政策が浸透せず、圧倒的な支持基盤を誇る古田には遠く及ばなかった。
05年、09年に続いて、事実上「オール与党」対「共産」の構図の選挙戦で、目立った争点がなく盛り上がりに欠けるなどして投票率は伸び悩み、過去最低の投票率となった。